# Niels Bukh

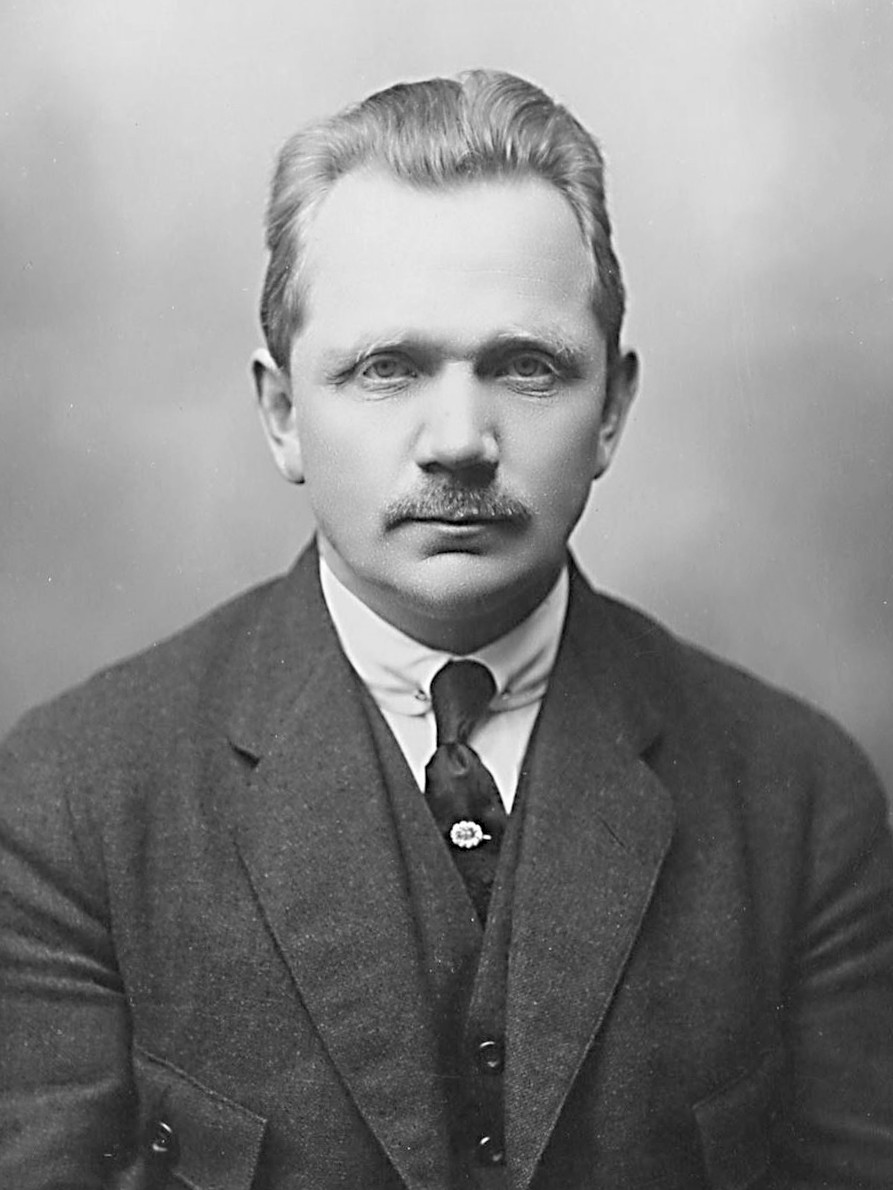
Niels Bukh

Niels Ebbesen Mortensen Bukh (* 15. Juni 1880 in Snejbjerg, Herning, Jütland; † 7. Juli 1950 in Egense Sogn) war ein dänischer Turner (Gymnast) und Sportpädagoge, der in Ollerup Sogn die erste dänische Heimvolkshochschule für Gymnastik gründete.

## Leben
Nach dem Volksschullehrerexamen 1912 unterrichtete er an der Vallekilde Højskole und wurde so Trainer der dänischen Turnermannschaft bei den Olympischen Spielen 1912 in Stockholm. Hier begeisterte er sich für die rhythmische Gymnastik der Frauen und ließ sich vor allem von der Finnin Elli Björksténs (1870–1947) und dem Gesundheitsorientierten  Turnen nach Kaare Theilmann (1870–1934) beeinflussen. So entwickelte er in der Tradition von Pehr Henrik Ling eine eigene natürliche dänische Gymnastiktradition, die zwischen der schwedischen und der deutschen angesiedelt ist. 1920 gründete er die Ollerup Sportschule (heute Hochschule), in der er die Ziele der dänischen Volkshochschulbewegung mit seiner Gymnastik verband. 1931 unternahm er mit seiner Gymnastikmannschaft eine Weltreise, durch die seine Methodik vor allem in Japan, Südafrika, Argentinien und Deutschland viele Anhänger fand.
1933 bekannte sich Bukh zum Nationalsozialismus, denn auch sein Ziel sei es, die Gesundheit der Arischen Rasse zu verbessern.  1936 leitete Bukh die dänische Turnermannschaft bei den Olympischen Spielen in Berlin. Vor allem nach der Invasion Dänemarks durch Deutschland 1940 war er in Dänemark als engagierter Nationalsozialist sehr umstritten. Er stand in engem Kontakt mit dem Reichssportführer. Seine Gegner in Dänemark machten seine Homosexualität öffentlich, um ihn bei den Nationalsozialisten in Misskredit zu bringen. Nach dem Krieg wurde er als Mitläufer eingestuft.